# Manuel Tapia
Manuel Tapia Portus (* 23. März 1835 in San Felipe; † 9. Oktober 1915 ebenda) war ein chilenischer Maler und Fotograf.
Nach einer militärischen Laufbahn, die er als Leutnant des Batallón Cívico von San Felipe abschloss, ging er mit Unterstützung Gregorio Miras und des Industriellen José Tomás Urmeneta nach Santiago an die Academia de Pintura, wo er Schüler von Alejandro Ciccarelli war. Daneben nahm er auch Unterricht bei dem Photographen  Bernardo Janson und betätigte sich als Porträtphotograph. Bekannt geblieben sind Schlachtengemälde wie Batalla de El Roble, O'Higgins en la Batalla de Chacabuco und Batalla de Mapú, von denen sich einige im Besitz des Museo Nacional de Bellas Artes und des Museo Histórico Nacional in Santiago befinden.
Daneben war Tapia im öffentlichen Leben aktiv. Er war Mitglied der Freimaurerloge von San Felipe, wurde 1884 Ratsherr der Stadt und war einer der Gründer der Asamblea Radical, deren Präsident er 1885 wurde. Außerdem leitete er eine Kunstakademie, an der er die Damen der Gesellschaft seiner Stadt unterrichtete.